# Amtgard
Amtgard är en internationell organisation för bofferkrig med lajvinslag. Organisationen bildades i USA 1983 och har idag förgreningar i Nordamerika, Europa och Asien. Organisationen omfattar hundratals aktiva grupper med totalt över 10 000 medlemmar världen över. 

## Representation
Amtgard har undergrupper i bland annat USA, Tyskland, Kroatien, Kanada, Sydkorea, Japan, Finland och Ryssland. . Organisationen omfattar inga svenska eller norska grupper då organisationens spelstil skiljer sig för mycket från den vanliga spelstilen i dessa länder.

## Struktur
Amtgard är starkt influerat av Society for Creative Anachronism. I likhet med SCA använder Amtgard feodala benämningar på grupper och regioner. Medlemmar med ett gemensamt intresse kan bilda en stridsgrupp eller ett hushåll inom en lokal grupp. Man har också ett system med ordnar och utmärkelser. Till skillnad från SCA begränsar man sig emellertid inte till att låta sig inspireras av europeisk medeltid utan inkorporerar även inslag från asiatisk historia och fantasy.

## Spelstil
Amtgard använder sig av ett omfattande regelsystem som påminner mycket om regelsystem för bordsrollspel. Deltagaren väljer ett yrke för sin rollperson och får då vissa färdigheter tilldelade. Rollpersoner som varit med ett tag kan stiga i level (nivå) och blir då bättre på sina färdigheter. Mycket av spelet fokuserar på strid, vilket gestaltas med boffervapen där "säkerheten går före det realistiska utseendet". I striden är det emellertid deltagarens egen stridsskicklighet som avgör utgången, även om det finns färdigheter och förmågor som kan påverka, exempelvis magi. Deltagare kan också använda rustning för att höja sin rollpersons stridsvärde. Stridssystemet har mycket gemensamt med Dagorhirs stridssystem.

## Arrangemang
Bofferkrigen varierar i storlek från dueller och gruppstrider till fullskaliga bofferkrig med hundratals deltagare. Det arrangeras även mindre tillställningar som innehåller fler rollspelsmoment. 